# Pajek
Pajekは、大規模ネットワーク可視化ツールである。Pajekとはスロベニア語で蜘蛛を意味する。非営利利用については無料で使用可能である。
Google Scholarによると、2016年3月現在、6000件以上の引用がある。
Pajekは扱うネットワーク規模や解析に必要な要件により特別なバージョンが提供されている。一部の機能は利用できなかったり、追加されていたりする。
Pajek-XXL
頂点番号に 32ビット(4バイト)の整数を使用する。そのため、Pajek-XXLが処理できる頂点の最大数は 約20億 (2 の 31 乗) となる。これを超える場合、Pajek-3XLを使用する必要がある。
Pajek-3XL
頂点番号に 64ビット(8バイト)の整数を使用する。Pajek-3XLが処理できる頂点の最大数は 現在100億 と設定されている。

## 機能
- 基本操作
  - サブネットワークの抽出
  - コンポーネント検索(弱接続、強接続、二重接続)
  - 最短経路
  - k近傍
  - 最大フロー検索
  - コミュニティ構造検出
  - 階層的クラスタリング
  - 3リング、4リングのカウント
  - 様々な種類のランダムネットワーク生成
  - ペトリネットの実行
  - 等
- レイアウトの決定
  - 自動レイアウト生成
    - Energy
    - Kamada-Kawai最適化
    - Fruchterman Reingold最適化
    - Pivot MDS
    - VOSマッピング
    - レイヤー描画
    - FishEye変換

  - 手動描画
- エクスポート
  - SPSS
  - タブ区切りファイル

### サポートするファイル形式
Pajek固有のファイル形式の他に、以下のファイル形式をサポートする。
- .vgr
- .ged（英語版）
- .dat
- .bs
- .mac
- .mol

## 入力ファイル形式

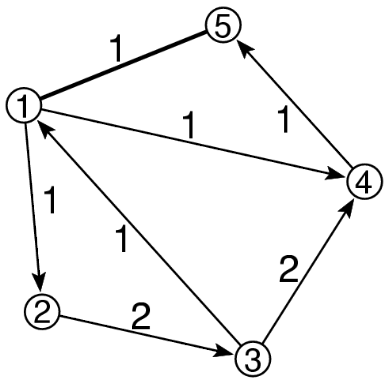
サンプルネットワーク

ネットワーク
ネットワーク(拡張子:.net)は3つの異なる方法で定義可能である。
以下は同じネットワークを表現したものである。
- 隣接リスト

頂点とそれに隣接する頂点のリストを並べたもの
```
*Vertices 5
1 ”a”
2 ”b”
3 ”c”
4 ”d”
5 ”e”
*Arcslist
1 2 4
2 3
3 1 4
4 5
*Edgeslist
1 5
```

- 頂点対

始点と終点、それに付随するラベルを並べたもの
```
*Vertices 5
1 ”a”
2 ”b”
3 ”c”
4 ”d”
5 ”e”
*Arcs
1 2 1
1 4 1
2 3 2
3 1 1
3 4 2
4 5 1
*Edges
1 5 1
```

- 隣接行列

```
*Vertices 5
1 ”a”
2 ”b”
3 ”c”
4 ”d”
5 ”e”
*Matrix
0 1 0 1 1
0 0 2 0 0
1 0 0 2 0
0 0 0 0 1
1 0 0 0 0
```

クラスター
クラスター(拡張子:.cls)
パーティション
パーティション(拡張子:.clu)は各頂点がどのクラスターに属するかを示す。
ベクトル
ベクトル(拡張子:.vec)は各頂点が持つ数値プロパティに使用される。
プロジェクト
プロジェクト(拡張子:.paj)
ネットワーク、パーティション、ベクトル等を一つのファイルにまとめたもの

## 出力ファイル形式
- 2D
  - EPS
  - SVG
  - JPEG
  - BMP
- 3D
  - X3D
  - Kinemages
  - VRML
  - MDL MOLfile

## 歴史
1996年12月、アンドレイ・ムルヴァルによりリュブリャナ大学コンピュータ情報科学学部で開発が開始された。いくつかの関数はマチャズ・ザヴェルスニクによって提供された。
| リリース日時   | バージョン | 説明 |
| -------------- | ---------- | --- |
| 1996年12月22日 | 0.1        | 初版リリース |
| 2004年1月1日   | 0.96       | レイアウトを回転する際のステップを整数から実数に変更                                                                       |
| 2004年1月27日  | 0.97       | Bow-Tie パーティションを追加                                                                                               |
| 2004年4月21日  | 0.99       | 高速化 |
| 2004年7月1日   | 1.00       | Pajek ネットワーク、パーティション、ベクトルが実装された統計パッケージ SPSS を呼び出す ( [ツール]/[SPSS]/[SPSS に送信] )。 |
| 2010年10月15日 | 2.00       | ドロップダウンメニューの選択された数に応じてメインウィンドウのサイズを自動的に変更する機能を実装                           |
| 2011年9月25日  | 2.05       | Pajekの64ビット版が利用可能になった                                                                                        |
| 2012年4月17日  | 3.01       | レイアウトをJPEG形式でエクスポートする機能を実装                                                                           |
| 2013年11月12日 | 3.14       | 英語以外のWindows環境でBOM付のUTF8ファイルを読み込む場合に発生する問題の修正                                               |
| 2014年3月4日   | 3.15       | 非常に大きなネットワークを扱う際のラプラシアン中心性の計算におけるマイナーなバグを修正                                     |
| 2014年9月2日   | 4.01       | Delphiの最終バージョン(XE6)とMtxVec(4.5)で再コンパイル                                                                     |
| 2016年5月10日  | 4.10       | PajekXXLにネットワーク/ネットワークの送信が追加された                                                                      |
| 2017年2月1日   | 5.01       | Pajek-3XLが利用可能になった                                                                                                |
| 2024年6月25日  | 5.19       | 開始頂点と端子頂点の色の勾配としての色の色を変更するオプションが含まれている                                               |
| 2025年1月9日   | 6.01       | Delphiの最終バージョン(12.2)とMtxVec(6.2)で再コンパイル                                                                    |

## 関連ソフトウェア
- Vega
- UCINET
- Ball & Stick